# 1,8-二氨基萘
1,8-二氨基萘是一种有机化合物，化学式为C10H6(NH2)2。它是二氨基萘的一种异构体。它是无色固体，在空气中会因氧化而变暗。它是制造一些商业颜料的前体。

## 合成和反应

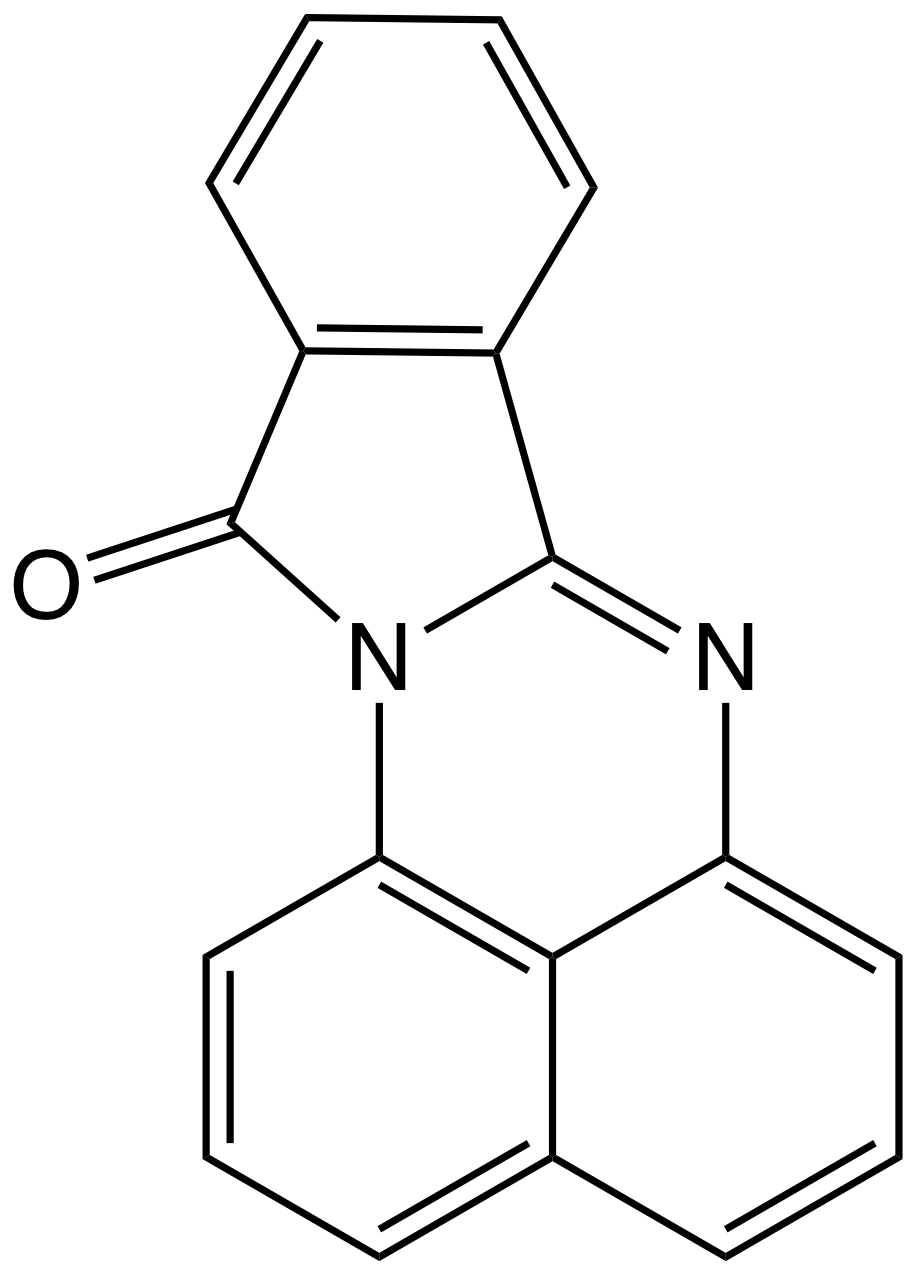
12-酞紫环酮是1,8-二氨基萘的衍生物

它可由1,8-二硝基萘的还原作用制备，而1,8-二硝基萘的异构体混合物能通过1-硝基萘的硝化作用获得。
用邻苯二甲酸酐衍生物处理后，二胺会转化为酞紫环酮。邻苯二甲酸酐的衍生物溶剂橙60是有用的橙色颜料。它是1,8-双二甲氨基萘的前体。该化合物用于通过各种醛生产萘并嘧啶。